# 白圭 (明朝)
白圭（1419年—1474年），字宗玉，直隸真定府冀州南宮縣人，明朝政治人物。

## 生平
正統六年（1441年）辛酉科順天鄉試舉人，七年（1442年）壬戌科進士。授監察御史，監朱勇軍，討伐兀良哈有功，巡按山西。十四年（1449年）跟隨明英宗北征，土木之變後，脫險返回，被景泰帝遣往澤州募兵，升陝西按察司副使，擢浙江右布政使，協同眾將平定福建鄭懷冒叛亂。
天順二年（1458年）任都察院右副都御史，征討貴州苗族，平定叛亂，參贊南和侯方瑛，剿破谷種苗寨等，擒獲干把珠，改巡撫湖廣，四年（1460年）改兵部右侍郎，五年（1461年）孛來進攻莊浪縣，與左副都御史王竑參贊後軍右都督馮宗軍務，分兵巡邊，在固原州擊破孛來，七年（1463年）升工部尚書，成化元年（1465年）提督軍務，平定劉通、石龍叛亂，加太子少保，丁父憂。服未闋視事，三年（1467年）改兵部尚書，兼督十二團營，平定陝西叛變。十年（1474年）卒於官，贈少傅，諡恭敏。